# Jean Huré
Pour les articles homonymes, voir Huré.
Jean Huré, né à Gien (Loiret) le 17 septembre 1877 et mort à Paris le 27 janvier 1930, est un pianiste, organiste, musicologue, musicographe, théoricien et compositeur français.

## Biographie
Né à Gien dans le Loiret, Jean Huré a étudié l'anthropologie, la composition, l'improvisation et la musique médiévale à l'École Saint-Maurille d'Angers. Dès l'âge de 12 ans il se produisait comme pianiste et organiste, et à 17 ans il faisait entendre sa première composition. Virtuose, il entreprit des tournées comme pianiste dans toute l'Europe et connut un succès considérable. 
En 1895, il s'installe à Paris, où il est conseillé par Charles-Marie Widor et Charles Koechlin pour étudier au Conservatoire. Huré a préféré vivre une vie indépendante.
À partir de 1910, il enseigne à l'École normale supérieure, où Yves Nat et Manuel Rosenthal comptent parmi ses élèves. En 1911, il participe à la fondation de la Paris Mozart Society ; il fut également membre de l'éphémère Association des Compositeurs Bretons de 1912 à 1914. 
Il fonda en 1924 la revue mensuelle L’Orgue et les organistes dont il assuma la direction jusqu'en 1926, et il publia de nombreux ouvrages sur la technique du piano et de l'orgue. Il a composé majoritairement de la musique de chambre (sonates, nocturnes, quatuors à cordes...), de la musique vocale ainsi que des œuvres pour le théâtre, et quelques pièces d'orgue. En plus d'un certain nombre d'œuvres pour orgue, Huré composa un opéra comique et un ballet, trois symphonies et des œuvres de chambre. En 2010, un CD avec des œuvres de Huré a été enregistré, comprenant une sonate en quatre mouvements pour violon et piano et un quintette avec piano interprété par le Quatuor Louvigny et la pianiste Marie-Josèphe Jude.
Comme organiste, il fut successivement titulaire des grandes orgues de la Cathédrale d'Angers, de Notre-Dame-des-Blancs-Manteaux, de Saint-Martin-des-Champs, de Saint-Séverin (entre 1911 et 1914). À partir de 1924, il succéda à Lucien Grandjany au Sacré-Cœur puis à Eugène Gigout en 1926 à Saint-Augustin.
Il meurt des suites d'une pneumonie  à Paris le 27 janvier 1930.
Le peintre Alexis Mérodack-Jeanneau fit son portrait, un pastel, en 1899.

## Œuvres

### Scène
- La cathédrale, élégie théâtrale (1910), manuscrit
- Au bois sacré, ballet (Opéra Comique, 1921)

### Orchestre
- Air pour violon ou violoncelle et orch. (1902)
- Nocturne pour piano et orchestre (1903)
- Prélude symphonique (?)
- Symphonie no 1 (1896), manuscrit
- Symphonie no 2 (1897), manuscrit
- Symphonie no 3 (1903), manuscrit
- Concerto pour violon et orchestre, manuscrit
- Concerstuck pour saxophone et orchestre

### Musique sacrée
- Te Deum pour soprano, 2 voix et orgue (1907)
- Ave Maria pour 2 voix de femmes (1924)

### Musique vocale
- Sept chansons de Bretagne pour piano et chant (1910)
- L’âme en peine pour 4 voix seules (1925)
- 3 Mélodies pour chant et piano (1925)
- 4 Poèmes (A. Grénuilly) pour chant et piano (1929)
- Quatre lettres de femmes pour chant et piano (1929)
- Trois chansons monodiques (A. Spire) pour voix seule (1930)

### Musique de chambre
- Sonate pour piano et violon (1900-1901) Dédiée à Irma Sèthe, une élève d'Eugène Ysaÿe
- Air pour violoncelle et piano ou orgue (1901)
- Petite chanson pour violoncelle ou alto et piano (1901)
- Sonate pour violoncelle et piano no 1 en fa dièse mineur (1903)
- Sonatine pour violon et piano (1907)
- Sonate pour violoncelle et piano no 2 en fa majeur (1906)
- Suite sur des chants bretons pour violon, violoncelle, piano ou harpe (1913)
- Quintette pour piano et quatuor à cordes (1908)
- Quatuor à cordes no 1 (1917)
- Sonate pour violoncelle et piano no 3 en fa dièse majeur (1909)
- Sérénade en trio pour piano, violon, violoncelle (1920)
- Quatuor à cordes no 2 (1921)

### Orgue
- Interlude-Élévation pour orgue ou harmonium (in J. Joubert, Les Maîtres Contemporains de l’Orgue, vol. 1, Paris, 1912)
- Pour la Communion d’une Messe de minuit à Noël (in J. Joubert, Les Maîtres Contemporains de l’Orgue, vol. 8, Paris, 1914)
- Prélude pour une messe pontificale (1915)

### Piano
- Poèmes enfantins pour piano (1906)
- Jacques et Jacqueline (Paris: A. Z. Mathot, ca 1910; Musica, July 1912, Pierre Lafitte et Cie)
- Sonate no 1 pour piano ou harpe chromatique en fa mineur (1907)
- Sonate no 2 pour piano (1916)

## Écrits
- Chansons et danses bretonnes précédées d'une étude sur la monodie populaire (Angers, 1902)
- Dogmes musicaux (Le Monde Musical, Paris, 1909)
- Technique du piano (Paris, 1909)
- Introduction à la technique du piano (Paris, 1910)
- Défense et illustration de la musique française (Angers, 1915)
- La Technique de l'orgue (Paris, 1918)
- L'Esthétique de l'orgue (Paris : M. Sénart, 1923)
- Saint Augustin musicien (Paris, 1924).